# Chiềng Khoa
Chiềng Khoa là một xã thuộc huyện Vân Hồ, tỉnh Sơn La, Việt Nam.

## Địa lý
Xã Chiềng Khoa có vị trí địa lý:
- Phía đông giáp xã Mường Men
- Phía tây giáp huyện Mộc Châu
- Phía nam giáp xã Lóng Luông
- Phía bắc giáp xã Tô Múa.

Xã Chiềng Khoa có diện tích 57,33 km², dân số năm 2020 là 5.228 người, mật độ dân số đạt 91 người/km².

## Hành chính
Xã Chiềng Khoa được chia thành 7 bản: Khòng, Lè, Mường Khoa, Nà Chá, Páng, Phú Khoa, Tin Tốc.

## Lịch sử
Sau năm 1975, xã Chiềng Khoa thuộc huyện Mộc Châu.
Ngày 10 tháng 6 năm 2013, Chính phủ ban hành Nghị quyết 72/NQ-CP về việc chuyển xã Chiềng Khoa thuộc huyện Mộc Châu về huyện Vân Hồ mới thành lập quản lý.